# Яушев, Латиф Шарипович
Мухамметлатиф Мухамметшарифович Яушев (8 марта 1873 — 7 июля 1922, Мукден) — российский предприниматель и общественный деятель татарского происхождения. Представитель купеческой династии Яушевых из Троицка, племянник купцов Абдулвали Яушева и Муллагали Яушева.

## Биография
Родился в семье Мухамметшарифа Яушева, одного из сыновей купца Ахметжана Яушева, ставших известными как братья Яушевы. Ташкентский купец первой гильдии.
В 1911—1913 гг. избирался членом правления Троицкого мусульманского благотворительного общества, был заведующим мусульманской бесплатной библиотекой-читальней «Наджат» (сегодня — Троицкая библиотека татарской и башкирской литературы имени Г. Тукая), председателем Троицкого общества распространения просвещения.
В 1914—1917 гг. был гласным Троицкой городской думы.
На II-м Всероссийском мусульманском съезде (Казань, июль — август 1917 г.) был избран одним из трёх членов ведомства финансов («Малия назараты») Временного национального правительства («Вакытлы Милли Идарә») татаро-башкирской национально-культурной автономии. В октябре 1917 г. вошёл в состав Центральной комиссии Национального фонда («Милли хәзинә») автономии. 11 января 1918 г. на заседании Милли Меджлиса татаро-башкирской национально-культурной автономии в Уфе переизбран членом Малия назараты.
С 1919 г. в эмиграции в Китае, где умер в 1922 г. Потомки проживают в США.